# Alfabeto turco ottomano
L'alfabeto turco ottomano (الفبا, elifbâ) era la versione dell'alfabeto arabo utilizzata per la lingua turca ottomana durante il periodo dell'Impero ottomano e nei primi anni della Repubblica di Turchia, fino all'adozione del nuovo alfabeto turco, derivante dall'alfabeto latino il 1º novembre 1928.
La lingua turca ottomana fu scritta anche utilizzando l'alfabeto armeno, con il quale fu scritto anche il primo romanzo pubblicato nell'Impero, Akabi, nel 1851 da Vartan Pascià. Petross Ter Matossian, della Columbia University, sostiene che in circa 250 anni, dagli inizi del XVIII secolo fino a circa il 1950, furono stampati più di duemila libri in lingua turca utilizzando caratteri armeni.
| Isolata | Finale | Mediana | Iniziale | Nome           | ALA-LC Traslitterazione | Turco moderno    |
| ------- | ------ | ------- | -------- | -------------- | ----------------------- | ---------------- |
| ﺍ       | ﺎ      | —       | —        | elif           | a, â                    | a, e             |
| ﺀ       | —      | —       | —        | hemze          | ˀ                       | ', a, e, i, u, ü |
| ﺏ       | ﺐ      | ﺒ       | ﺑ        | be             | b, p                    | b                |
| ﭖ       | ﭗ      | ﭙ       | ﭘ        | pe             | p                       | p                |
| ﺕ       | ﺖ      | ﺘ       | ﺗ        | te             | t                       | t                |
| ﺙ       | ﺚ      | ﺜ       | ﺛ        | se             | s                       | s                |
| ﺝ       | ﺞ      | ﺠ       | ﺟ        | cim            | c, ç                    | c                |
| ﭺ       | ﭻ      | ﭽ       | ﭼ        | çim            | ç                       | ç                |
| ﺡ       | ﺢ      | ﺤ       | ﺣ        | ha             | ḥ                       | h                |
| ﺥ       | ﺦ      | ﺨ       | ﺧ        | hı             | ẖ                       | h                |
| ﺩ       | ﺪ      | —       | —        | dal            | d                       | d                |
| ﺫ       | ﺬ      | —       | —        | zel            | z                       | z                |
| ﺭ       | ﺮ      | —       | —        | re             | r                       | r                |
| ﺯ       | ﺰ      | —       | —        | ze             | z                       | z                |
| ﮊ       | ﮋ      | —       | —        | je             | j                       | j                |
| ﺱ       | ﺲ      | ﺴ       | ﺳ        | sin            | s                       | s                |
| ﺵ       | ﺶ      | ﺸ       | ﺷ        | şın            | ş                       | ş                |
| ﺹ       | ﺺ      | ﺼ       | ﺻ        | sat, sad       | ṣ                       | s                |
| ﺽ       | ﺾ      | ﻀ       | ﺿ        | dat, dad       | ż, ḍ                    | d, z             |
| ﻁ       | ﻂ      | ﻄ       | ﻃ        | tı             | ṭ                       | t                |
| ﻅ       | ﻆ      | ﻈ       | ﻇ        | zı             | ẓ                       | z                |
| ﻉ       | ﻊ      | ﻌ       | ﻋ        | ayın           | ʿ                       | ', h             |
| ﻍ       | ﻎ      | ﻐ       | ﻏ        | gayın          | ġ                       | g, ğ             |
| ﻑ       | ﻒ      | ﻔ       | ﻓ        | fe             | f                       | f                |
| ﻕ       | ﻖ      | ﻘ       | ﻗ        | kaf            | ḳ                       | k                |
| ﻙ       | ﻚ      | ﻜ       | ﻛ        | kef            | k, g, ñ                 | k, g, ğ, n       |
| ﮒ       | ﮓ      | ﮕ       | ﮔ        | gef¹           | g                       | g, ğ             |
| ﯓ       | ﯔ      | ﯖ       | ﯕ        | nef, sağır kef | ñ                       | n                |
| ﻝ       | ﻞ      | ﻠ       | ﻟ        | lam            | l                       | l                |
| ﻡ       | ﻢ      | ﻤ       | ﻣ        | mim            | m                       | m                |
| ﻥ       | ﻦ      | ﻨ       | ﻧ        | nun            | n                       | n                |
| ﻭ       | ﻮ      | —       | —        | vav            | v, o, ô, ö, u, û, ü     | v, o, ö, u, ü    |
| ﻩ       | ﻪ      | ﻬ       | ﻫ        | he             | h, e, a                 | h, e, a          |
| ﻻ       | ﻼ      | —       | —        | lamelif        | lâ                      | la               |
| ﻯ       | ﻰ      | ﻴ       | ﻳ        | ye             | y, ı, i, î              | y, ı, i          |

1Una corretta variante Ottomana di gef avrà il "mini-kaf" di ﻙ e il doppio segno di گ.

## Numerali
- ٠ 0 (sıfır)
- ۱ 1 (bir)
- ۲ 2 (iki)
- ٣ 3 (üç)
- ٤ 4 (dört)
- ٥ 5 (beş)
- ٦ 6 (altı)
- ٧ 7 (yedi)
- ٨ 8 (sekiz)
- ٩ 9 (dokuz)
- ۱٠ 10 (on)